# 1946 en chimie
Cet article présente les faits marquants de l'année 1946 en chimie.

## Évènements
- Felix Bloch et Edward Mills Purcell développent le procédé de résonance magnétique nucléaire, une technique importante d'analyse des structures des molécules en chimie organique[1].

## Prix
- Prix Nobel de chimie : James Batcheller Sumner, John Howard Northrop  et Wendell Meredith Stanley pour la découverte de la cristallisation des enzymes. Pour la préparation d'enzymes et de protéines virales sous forme purifiée[2].
- Médaille Garvan-Olin : Icie Hoobler[3]
- ACS Award in Pure Chemistry : Charles C. Price, III[4]
- Médaille Priestley : Roger Adams[5],[6],[7]
- Médaille Davy : Christopher Kelk Ingold en reconnaissance de son travail remarquable dans l'application de méthodes physiques à des problèmes de chimie organique[8],[9].
- Claude S. Hudson Award in Carbohydrate Chemistry : Claude S. Hudson[10]
- Médaille William-H.-Nichols : Wendell M. Stanley[11]

## Naissances
- 21 janvier : Robert Gilbert, professeur en chimie des polymères australien.
- 26 février : Ahmed Zewail, chimiste égyptien, prix Nobel de chimie en 1999.
- 19 mars[12] : Mirosław Handke (mort en 2021), chimiste polonais.
- 12 juillet : Robert Prud'homme, professeur, chimiste et ingénieur québécois.

## Décès
- 8 février[13] : Felix Hoffmann (né en 1868), chimiste allemand.
- 23 mars[14] : Gilbert Lewis (né en 1875), physicien et chimiste américain.
- 12 août[15] : Alfred Stock (né en 1876), chimiste inorganicien allemand.